# Dechdzut
Dechdzut – wieś w Armenii, w prowincji Ararat. W 2011 roku liczyła 1027 mieszkańców.